# Навронго (город)

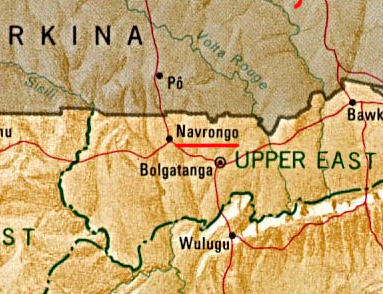

Навронго (англ. Navrongo) — город в составе Верхней Восточной области африканского государства Гана, административный центр района Кассена-Нанкана.
Расположен недалеко от границы с Буркина-Фасо.
Важный торговый центр в регионе. Известен своим римско-католическим собором, построенным в 1906 году.

## Население
В 2012 году в городе проживало 27 306 человек.

## История
Основан около 1740 года местными охотниками. В XIX веке город стал важным перевалочным пунктом на караванном пути Сахеля. В начале XX века британцы основали факторию в Навронго. Католическая миссия была основана в Навронго в 1906 году 13 французскими священнослужителями.
Ландшафт равнинный, экология типична для Сахеля – засушливые пастбища с редкими кустарниками.
В Навронго расположена первая в истории Ганы солнечная электростанция мощностью 2 мегаватта. Имеется аэропорт.

## Известные уроженцы
- Абавана, Лоуренс Росарио (1920—2004) — ганский политик, государственный деятель.